# Katolická univerzita v Lovani

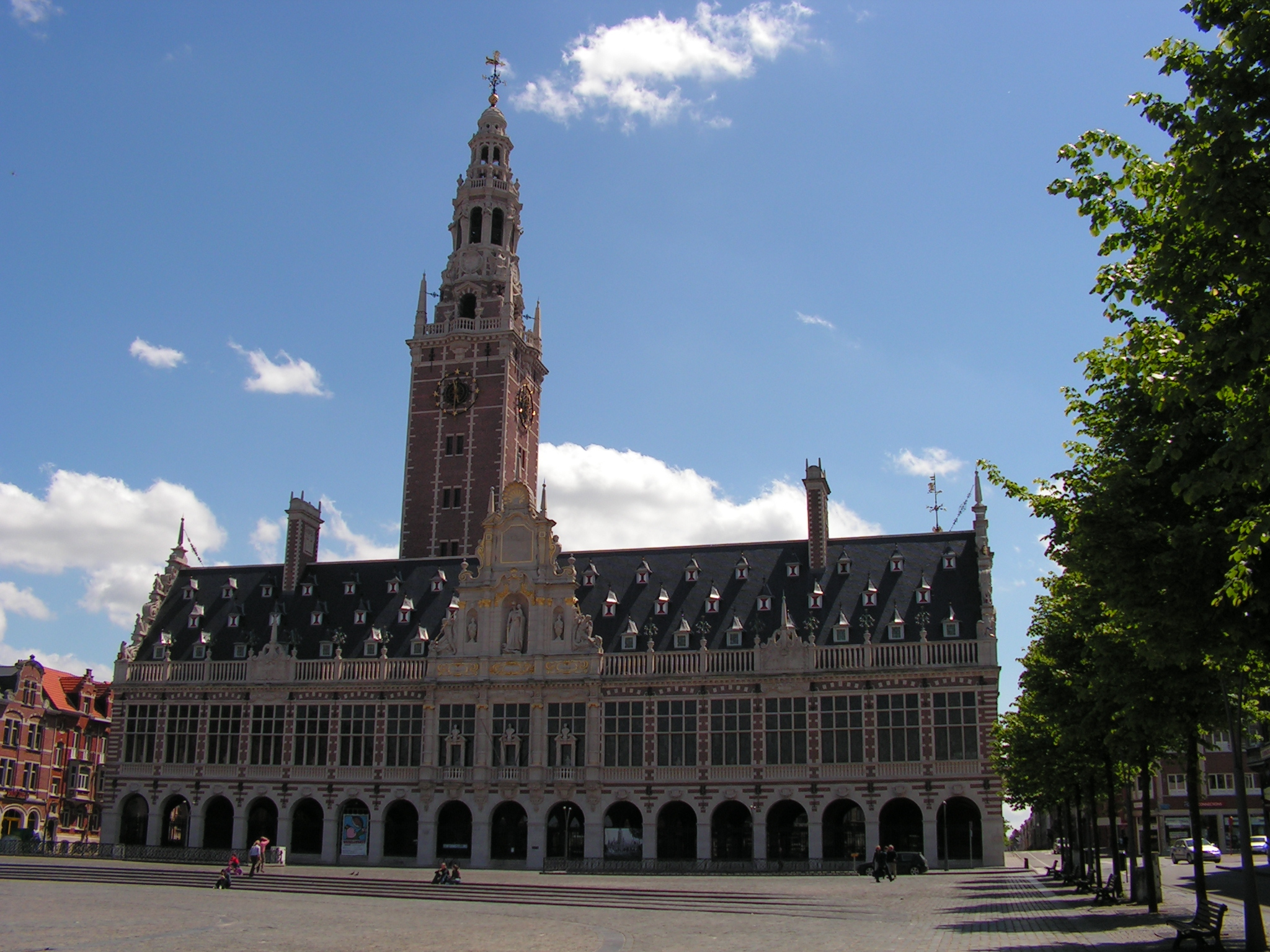
Univerzitní knihovna

Katolická univerzita v Lovani (nizozemsky Katholieke Universiteit Leuven, francouzsky Université catholique de Louvain) je největší a nejstarší univerzita nízkých zemí (dnešní Nizozemsko a Vlámsko), a současně také nejstarší dosud existující katolická univerzita na světě.
Univerzita se od počátku nacházela ve městě Lovaň (nizozemsky Leuven) ve vlámské části dnešní Belgie a dlouhou dobu fungovala jako dvojjazyčná (nizozemština a francouzština), ale v roce 1968 se následkem schizmatu francouzsky hovořící část oddělila a vytvořila novou stejnojmennou univerzitu v nově postaveném městě Nová Lovaň (francouzsky Louvain-la-Neuve) ve valonském regionu.

## Dějiny
Univerzita byla založena v roce 1425 mj. přičiněním vévody Jana IV. z Brabantu. Již v té době ale zřejmě existovala v Lovani škola napojená na kostel svatého Petra. Oficiálně byla univerzita založena jako studium generale (studium obecné) dokumentem vydaným papežem Martinem V. dne 9. prosince 1425.
Dějiny univerzity jsou spjaty s mnoha významnými osobnostmi Evropy. Pracovali nebo vyučovali na ní Erasmus Rotterdamský, Jansen, Vesalius, Mercator, papež Hadrián VI. a další. Kněz Georges Edouard Lemaître zde navrhl svou teorii velkého třesku.
Součástí filosofického ústavu univerzity je Husserlův archiv, v němž se od r. 1937 uchovává rozsáhlá písemná pozůstalost německého filosofa Edmunda Husserla.
V roce 1968 se univerzita z důvodů stížností Vlámů na diskriminaci rozdělila a vznikly dvě oddělené univerzity, které si přesto obě zachovaly původní jméno, každá v příslušném jazyce:
- Katholieke Universiteit Leuven, Leuven (Lovaň), Belgie, nizozemština, která se nachází v původním sídle v Lovani
- Université catholique de Louvain, Louvain-la-Neuve (Nová Lovaň), Belgie, francouzština, pro kterou byl postaven nový kampus ve Valonsku, 20 km na jih od Bruselu